# Kanjinchō
Kanjinchō (勧進帳, A Lista de Assinaturas) é uma peça japonesa de teatro no estilo kabuki escrita por Nimiki Gohei III baseada na peça Noh Ataka. É uma das peças mais populares do repertório kabuki moderno. Pertencente ao repertório da associação de Naritaya e Kōritaya, a peça foi inicialmente encenada em março de 1840, no teatro Kawarazaki-za em Edo. Ichikawa Ebizō V, Ichikawa Kuzō II e Ichikawa Danjūrō VIII interpretaram os papéis principais de Benkei, Togashi e Yoshitsune respectivamente. A linhagem de Ichikawa Danjūrō e Matsumoto Kōshirō têm sido particularmente renomado por interpretar o papel de Benkei em Kanjinchō.

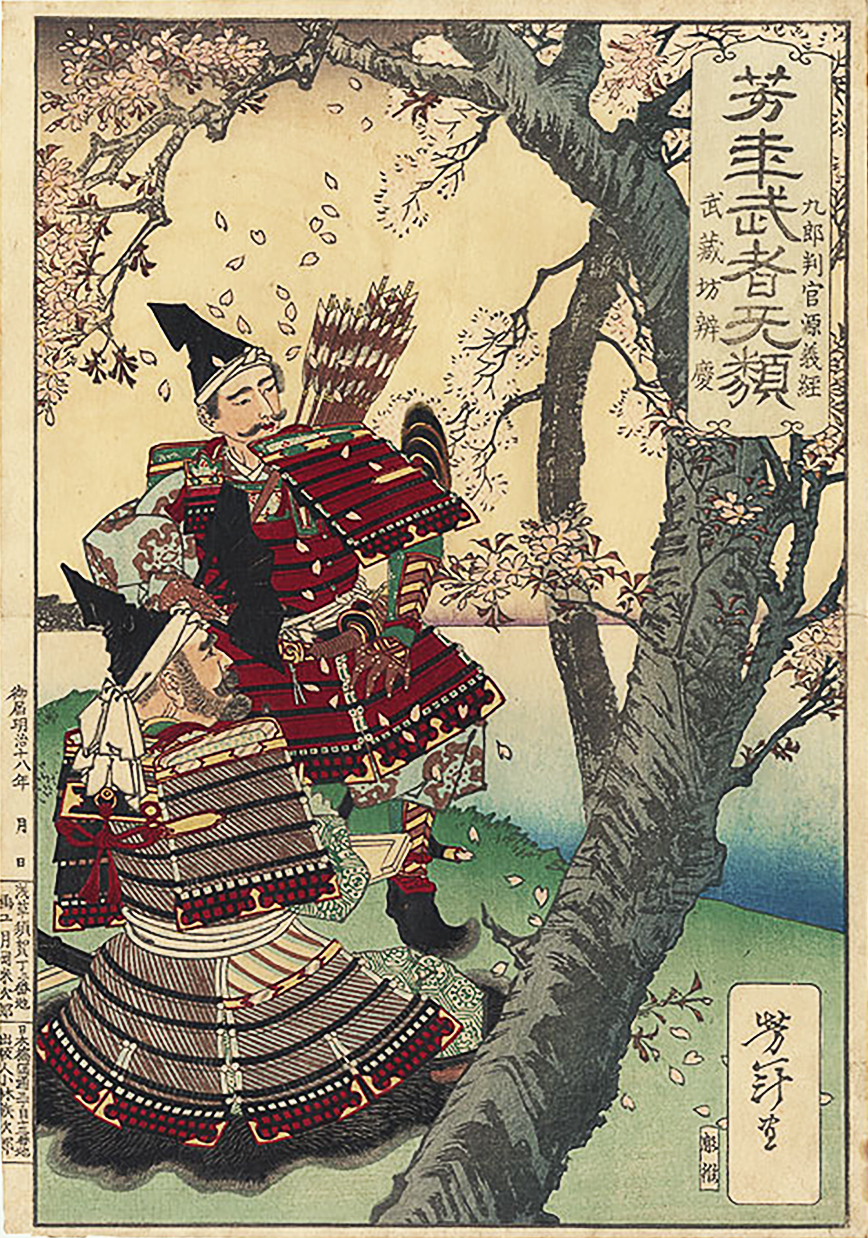
"Yoshitsune e Benkei observando as cerejeiras florescerem", por Tsukioka Yoshitoshi, 1885

Apesar de sustentar o mesmo nome e conceito geral de narrativa de uma peça de 1702, uma das Kabuki Jūhachiban, acredita-se que a versão moderna de Kanjinchō, que remonta à 1840, não derive diretamente da peça aragoto ou esteja conectada a ela. O filme Tora no o wo fumu otokotachi, de Akira Kurosawa, é parcialmente baseado na peça.

## Sinopse
Hipoteticamente acontecendo na segunda metade do século XII, a peça começa com um nobre local chamado Togashi Saemon, que está encarregado de defender um portão fronteiriço ao longo de uma estrada. Ele alerta a seus homens para se manterem vigilantes por Minamoto no Yoshitsune, o grande guerreiro do clã Minamoto, que viaja pela estrada disfarçado como um carregador.
Conforme a música toca, Yoshitsune e Benkei entram e começam a explicar à Togashi que eles são simples sacerdotes em jornada pelas províncias do Norte, em busca de doações para a construção do templo de Tōdai-ji, em Nara. Togashi, dessa forma, pede para que eles provem que são verdadeiramente sacerdotes, e pede por uma kanjinchō, a lista de assinatura daquelas que já contribuiram com doações. Benkei, tendo sido um isolado ascético montanhês (yamabushi), foi educado nos ensinamentos tradicionais do Budismo e consegue, dessa forma, se passar por sacerdote convincentemente. Mas ele não carregava consigo uma kanjinchō,  então, em um momento particularmente famoso no kabuki, ele tira um pergaminho em branco e começa a lê-lo como se houvesse realmente uma lista de assinaturas. Apesar de Togashi, em pouco tempo, ver de relance a folha em branco, ele admira a habilidade e ousadia de Benkei, e permite que eles passem, após fazer uma série de questionamentos sobre a vestimenta, o equipamento, a vida sacerdotal e o significado de alguns termos difíceis do budismo. Benkei, natural, responde a todas as perguntas de maneira correta.
Quando estão por escapar inteiramente, os dois são parados quando um dos guardas de Togashi nota que o carregador se parece muito com Yoshitsune. Benkei, pensando rapidamente, finge que Yoshitsune é simplesmente seu carregador pessoal, e começa a bater nele por levantar suspeitas e causar problemas. Novamente Togashi percebe a falcatrua, mas finge não perceber, em consideração à devoção de Benkei ao seu mestre. Continuando a passagem através do portão, Yoshitsune agradece a seu amigo, que pede desculpas por tê-lo agredido e explode em lágrimas pela suposta primeira vez em sua vida de adulto. A peça termina tradicionalmente, com Benkei dançando para celebrar seu triunfo.